# 特雷弗·沃西
特雷弗·亨利·沃西（英语：Trevor Henry Worthy，1957年1月3日—）是一位来自新西兰的澳大利亚古动物学家，以研究恐鸟和其他灭绝脊椎动物而闻名。

## 生活
沃西成长于北地的布罗德伍德，并就读于旺阿雷男子高中。在通过洞穴探险对化石产生兴趣后，他开始了自己的职业生涯，成为一名自学成才的古生物学家。沃西在怀卡托大学完成了学士和硕士学位，然后在惠灵顿维多利亚大学获得了第二个硕士学位。

## 职业生涯
1987年，沃西从洞穴亚化石中描述了三种新的滑蹠蟾科物种：极光滑跖蟾（Leiopelma auroraensis）、马氏滑跖蟾（Leiopelma markhami）和怀托摩滑跖蟾（Leiopelma waitomoensis）。在1990年代，他发现了多种科学上新的鸟类化石，包括1991年的长嘴鹩（Dendroscansor decurvirostris）、1991年的斯氏鹱（Puffinus spelaeus）和1995年的纽埃夜鹭（Nycticorax kalavikai）。在1991年，他还描述了北地欧里石龙子（Oligosoma northlandi）
在1998年，沃西前往斐济挖掘亚化石骨骸，在那里他发现了不会飞的维提岛巨鸠（Natunaornis gigoura）、维提岛塚雉（Megapodius amissus）、维提岛沙锥（Coenocorypha miratropica）、巨扁手蛙（Platymantis megabotoniviti）和斐济陆鳄（Volia athollandersoni）。这些物种的正模标本存放在新西兰蒂帕帕国立博物馆。
多年来，沃西一直致力于中奥塔哥史前湖泊的中新世化石（圣巴坦斯动物群）的挖掘，其中包括已知最古老的恐鸟骨骼、最古老的喙头蜥骨骼和新西兰第一个已知的陆地哺乳动物化石。
沃西位于怀托摩洞穴、马斯特顿、尼尔森和蒂帕帕的研究，自1991年以来一直由研究科学和技术基金会资助，但在2005年他的资助被基金会削减。他于2005年至2009年在阿德莱德大学就读，并于2008年获得博士学位。他在2011年获得怀卡托大学理学博士学位。他曾在2009年至2011年在新南威尔士大学任职，2012年回到阿德莱德大学，自2013年起一直在弗林德斯大学工作。在2019年5月，他结束了与蒂帕帕博物馆30年的研究合作，以抗议人员重组争议。
沃西是许多有关新西兰史前生命的研究论文的作者或合著者。 2003 年，他和理查德·霍尔德韦凭借《恐鸟的失落世界》（The Lost World of the Moa）一书，因其发表的关于澳大利亚鸟类动物群的杰出著作而荣获澳大利亚皇家鸟类学家联盟颁发的D·L·塞尔文蒂奖章。